# Pettorazza Grimani
Pettorazza Grimani ist eine nordostitalienische Gemeinde (comune) mit 1430 Einwohnern (Stand 31. Dezember 2023) in der Provinz Rovigo in Venetien. Die Gemeinde liegt etwa 17 Kilometer ostnordöstlich von Rovigo an der Etsch und grenzt unmittelbar an die Metropolitanstadt Venedig.

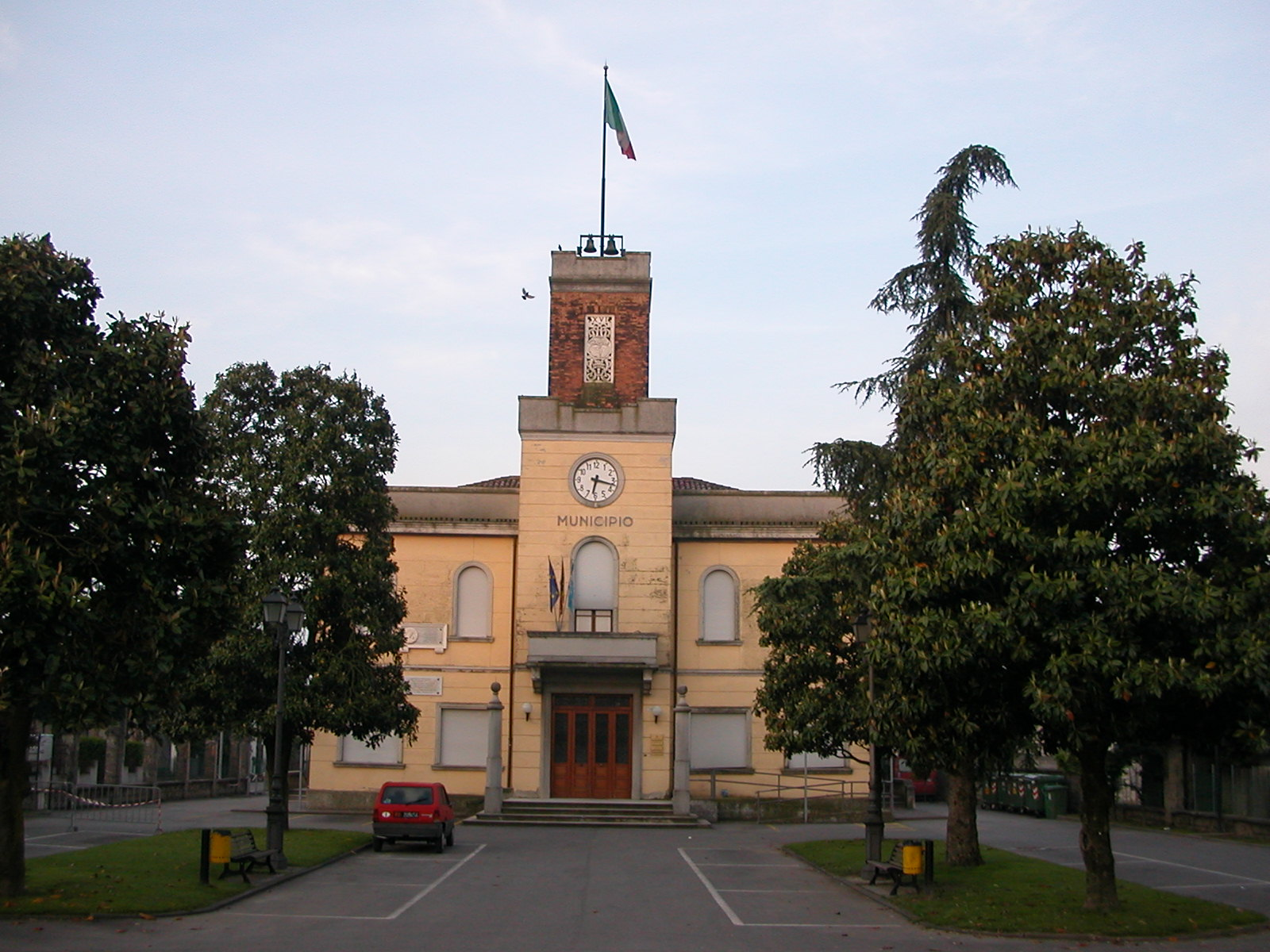
Rathaus von Pettorazza Grimani

## Persönlichkeiten
- Giampaolo Crepaldi (* 1947), Erzbischof von Triest